# Скибіцький Леонтій Йосипович
Леонтій Йосипович Скибіцький (21 липня 1895, с. Михалків, нині Тернопільська область — 29 березня 1992, х. Миколаївка, біля с. Лисичники, Тернопільська область) — український археолог-аматор,
краєзнавець.

## Життєпис
Леонтій Скибіцький народився 21 липня 1895 року в селі Михалкові, нині Мельнице-Подільської громади Чортківського району Тернопільської области України.
У дитинстві з батьками переїхав до с. Лисичників, де закінчив школу та посадив сотні дерев; його стараннями взято під охорону пам'ятки природи на околицях згаданого населеного пункту.
Співорганізатор Заліщицького краєзнавчого музею. У 1920—1930-х роках був учасником археологічних експедицій на р. Дністер. Відкрив стародавні поселення в селах Лисичниках, Голіградах і Блищанці (всі нині — Чортківського району).
На основі його знахідок працювали Дністровська (Київський національний університет) і Південно-Тернопільська (Заліщицький краєзнавчий музей) археологічні експедиції. Сприяв вихованню істориків-краєзнавців, серед яких Юрій Малєєв та Василь Олійник.

## Доробок
Автор і співавтор науково-краєзнавчих праць, зокрема «З історії села Лисичники» (1957), «Дослідження пам'ятників на лівих притоках Середнього Дністра» (1978), «Скарби “Золотої гори”» (1982).